# Kunštát
Kunštát (in tedesco Kunstadt) è una città della Repubblica Ceca facente parte del distretto di Blansko, in Moravia Meridionale.